# یوسف شاهد
یوسف شاهد (عربی: يوسف الشاهد؛ زاده ۱۸ سپتامبر ۱۹۷۵) یک سیاست‌مدار اهل تونس است. وی از ۲۷ اوت ۲۰۱۶ تا ۲۷ فوریهٔ ۲۰۲۰ نخست‌وزیر تونس بود.